# Рафи уд-Дараджат
Шамс ад-Дин Абу-л-Баракат Султан Мухаммад Рафи уд-Дараджат (30 ноября 1699 — 13 июня 1719) — правитель, десятый падишах Империи Великих Моголов (28 февраля 1719 — 6 июня 1719), второй сын принца Рафи уш-Шана и внук могольского падишаха Бахадур Шаха. Он был провозглашен падишахом братьями Сайидами, скончался от туберкулеза.

## Биография
Родился 1 февраля 1699 года. Второй сын шахзаде Рафи уш-Шана (1670—1712) и внук могольского императора Бахадур-Шаха I. Его матерью была принцесса Разият-ун-Ниссе Бегум, дочь принца Мухаммад Акбара Мирзы и внучка падишаха Аурангзеба.
В феврале 1719 года могущественные братья Сайиды организовали дворцовый заговор, в результате которого был свергнут с престола могольский падишах Фарук Сийяр. Его заключили в темницу и уморили голодом. 28 февраля бывший падишах был ослеплён, а в апреле задушен. Братья Сайиды посадили на вакантный престол Рафи уд-Дараджата, двоюродного брата Фарук Сийяра.
Поскольку Рафи уд-Дараджат был обязан своим вступлением на престол братьям Сайидам, они пользовались этим в полной мере. Они хотели, чтобы новый падишах был правителем-марионеткой, и поэтому предпринимали шаги, чтобы ограничить его власть. Предыдущий падишах Фарук Сийяр был свергнут братьями Сайидами, когда он пытался сохранить свою независимость.
Правление Рафи уд-Дараджата было одним из самых бурных. 18 мая 1719 года, менее чем через три месяца после его вступления на престол, у него появился соперник. Его дядя, шахзаде Нику Сийяр, был провозглашен новым императором в крепости Агра, так как считал, что он более подходит для этой должности.
Братья Сайиды были полны решимости защитить императора, которого они возвели на престол, и наказать претендента. Всего через три месяца после объявления императором Неку-Сийяра форт Агра сдалась, а Нику Сийяр был взят в плен. Он был заключен в тюрьму в Салимгархе, где он умер в 1723 году.

## Смерть
Перед смертью Рафи уд-Дараджат попросил, чтобы его старший брат Рафи уд-Даула был возведен на императорский престол. 6 июня 1719 года после трехмесячного правления Рафи уд-Дараджат был отстранен от престола. Через два дня на престол был возведен его старший брат, шахзаде Рафи уд-Даула. Рафи уд-Дараджат скончался от туберкулеза или был убит в Агре 13 июня 1719 года.